# Neodon sikimensis
Neodon sikimensis är en däggdjursart som först beskrevs av Horsfield 1841.  Neodon sikimensis ingår i släktet Neodon och familjen hamsterartade gnagare. Inga underarter finns listade i Catalogue of Life.
Arten blir 97 till 119 mm lång (huvud och bål), har en 30 till 52 mm lång svans och 17 till 22 mm långa bakfötter. Pälsen är övervägande mörkbrun. En ockra strimma bildar gränsen mot den mörkgråa undersidan. Ovansidan av fram- och baktassar är täckt av ljusbruna hår. Svansen har en brun ovansida och en vit undersida. Av honans spenar ligger två på bröstet och fyra på buken.
Denna gnagare förekommer i södra Kina, nordöstra Indien, Bhutan och Nepal. Arten vistas i bergstrakter och på högplatå som ligger 2100 till 3700 meter över havet. Habitatet utgörs av bergsängar, öppna skogar med buskar som undervegetation eller av skogskanten.
En flock av cirka 20 individer lever i ett tunnelsystem. De är dagaktiva men stannar huvudsakligen i boet. Födan utgörs av gröna växtdelar och i mindre mått av frön. Upphittade honor var dräktiga med två eller tre ungar. Boet är naturliga jordhålor mellan rötter och arten skapar inga jordhögar.